# Karolien De Beck
Karolien De Beck is een Vlaamse actrice. Ze studeerde in 2000 af aan de Studio Herman Teirlinck.

## Biografie
Met Kristien De Proost was ze de oprichter van het theatergezelschap Firma De Proost en De Beck & Zn. In het theater speelde ze ook met Het Toneelhuis drie seizoenen in Het Sprookjesbordeel, met Compagnie De Koe stond ze eveneens drie seizoenen op de planken met Who's Afraid Of Virginia Woolf?
Haar bekendste rollen zijn die van Keurpiet in De Pietenbende van Sinterklaas, Britt De Poorter in Spoed en Sandrine Verbeelen in Thuis. Ze speelde gastrollen in Wittekerke (Sylvie), De Kotmadam (Natascha), Zien, En daarmee basta! (Assepoester) en het Nederlandse Costa! (Tessa).
In 2009 speelde ze een gastrol in Aspe als Betty Engelen en in De Rodenburgs als Kristine. In 2010 was ze te zien als Birgitte in Dag & Nacht: Hotel Eburon.

## Filmografie
- De Raf en Ronny Show (1998) - als meisje
- Costa! (2001) - als Tessa
- Zien (2003) - als vrouw
- De Kotmadam (2004) - als Natascha
- De Pietenbende van Sinterklaas (2004) - als Keurpiet
- Spoed (2004-2006) - als Britt De Poorter
- Wittekerke (2007) - als Sylvie Meyvis
- En daarmee Basta! (2007) - als Cinderella
- Thuis (2006-2008) - als Sandrine Verbeelen
- Aspe (2009) - als Betty Engelen
- Anvers (2009) - als mevrouw Vivier
- De Rodenburgs (2009) - als visagiste Kristina
- David (2010)
- Dag & Nacht: Hotel Eburon (2010) - als Brigitte
- Connie & Clyde (2013) - als Chantal Stevens
- Familie (2015) - als Martina Hassaert

## Privé
Ze is moeder van twee kinderen.